# Parc de Can Mercader
Parc de Can Mercader är en park i Spanien.   Den ligger i provinsen Província de Barcelona och regionen Katalonien, i den östra delen av landet, 500 km öster om huvudstaden Madrid. Parc de Can Mercader ligger 20 meter över havet.
Terrängen runt Parc de Can Mercader är platt åt sydost, men åt nordväst är den kuperad. Runt Parc de Can Mercader är det mycket tätbefolkat, med 10 000 invånare per kvadratkilometer. Närmaste större samhälle är Barcelona, 7,0 km nordost om Parc de Can Mercader. Runt Parc de Can Mercader är det i huvudsak tätbebyggt.